# Niels Hemmingsen

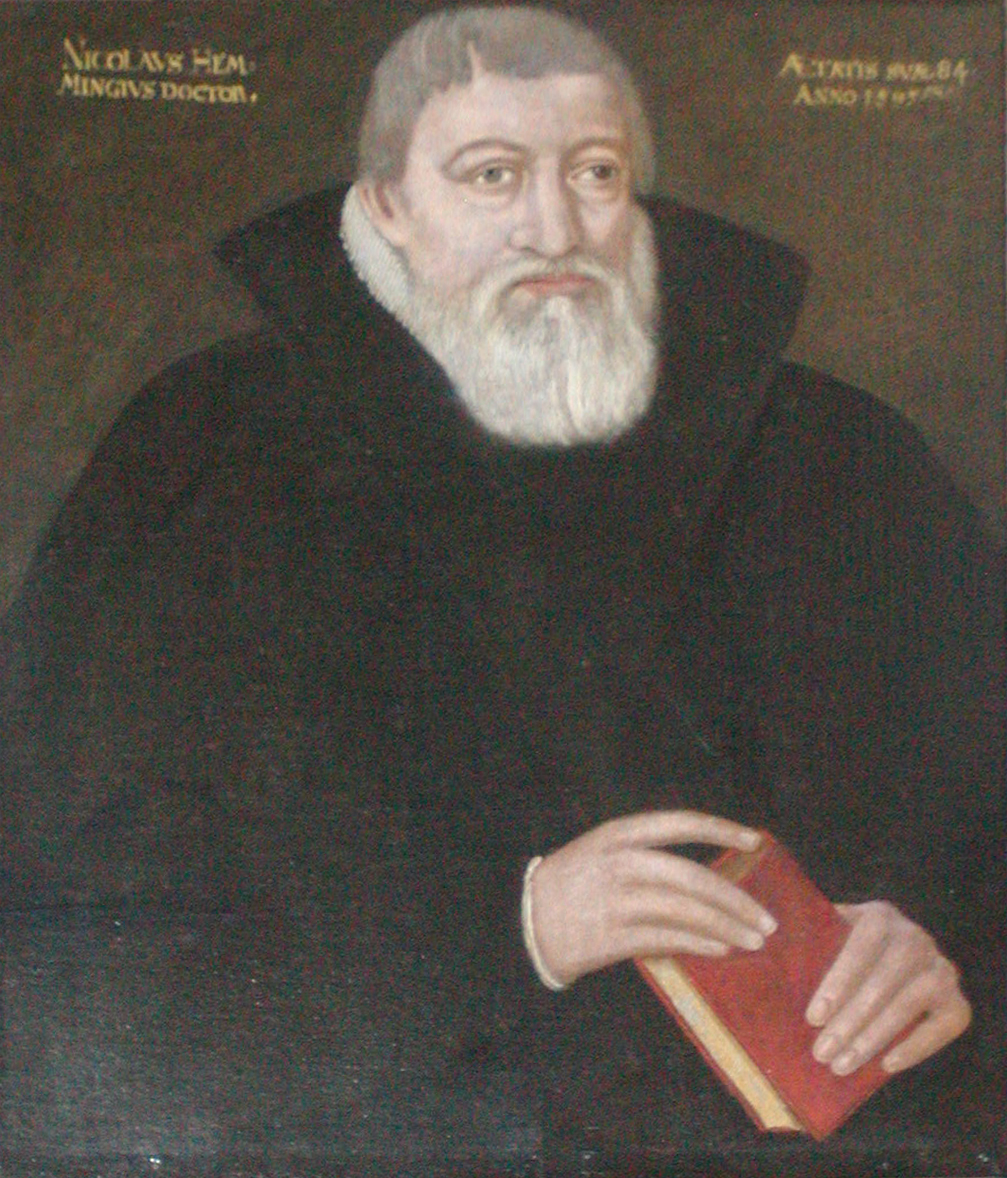
Niels Hemmingsen

Niels Hemmingsen (auch: Nicolaus Hemmingius, Hemming; * 4. Juni 1513 in Errindlev auf Lolland; † 23. Mai 1600 in Roskilde) war ein dänischer evangelischer Theologe, Philologe und Schulreformer.

## Leben
Geboren als Sohn des Bauern Nicolaus Hemming und dessen Frau Karine († 1564), wurde er nach dem frühen Tod seines Vaters vom Onkel aufgezogen. Er besuchte unter anderem die Schulen in Nystedt, Nykøbing, Roskilde und Lund. Hier machte er sich mit humanistischem Gedankengut vertraut und las die Schriften von Philipp Melanchthon. Im Herbst 1537 immatrikulierte er sich, mit wenig Geld ausgestattet und ohne jegliche Unterstützung, an der Universität Wittenberg. Hier band er sich eng an Melanchthon und wurde vermutlich am 3. Februar 1539 Magister der philosophischen Wissenschaften.

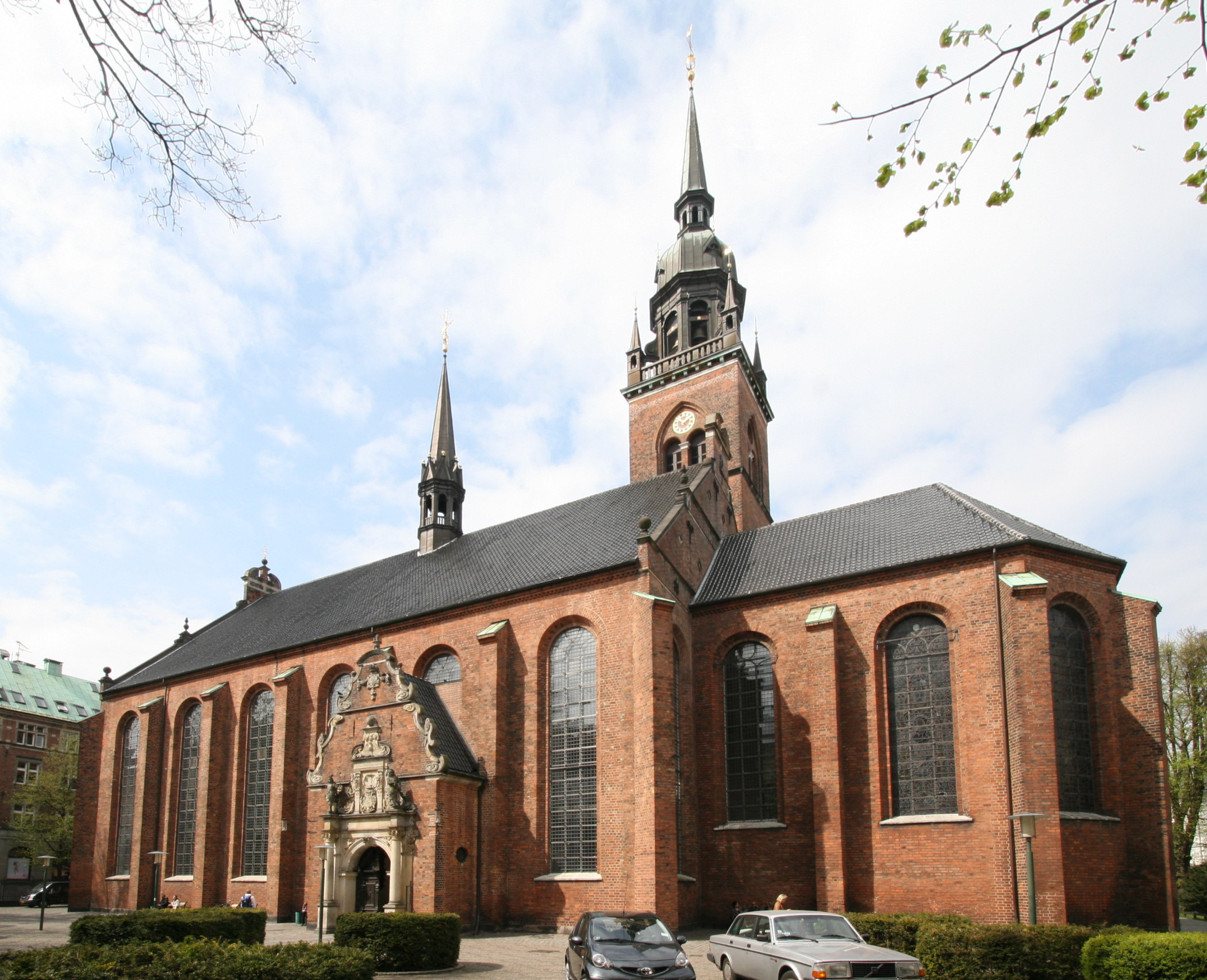
Helligåndskirken in Kopenhagen

In Wittenberg besuchte er auch die theologischen Vorlesungen Martin Luthers und kehrte 1542 nach Dänemark zurück, wo er Privatlehrer eines Adligen in Malmö wurde. Im Folgejahr ging er als Privatdozent an die Universität Kopenhagen, wurde dort im selben Jahr Professor der griechischen Sprache sowie 1545 Professor der Dialektik und der hebräischen Sprache an der philosophischen Fakultät der Kopenhagener Hochschule. 1553 erwarb er sich das Baccalaurat der Theologie und trat damit in die theologische Fakultät ein, nachdem er zuvor Hauptprediger bei der Helligåndskirken geworden war. Obwohl der dänische König lieber einen deutschen Theologen verpflichten wollte, übertrug man ihm eine theologische Professur. Daher promovierte er am 27. September 1557 zum Doktor der Theologie. 1550, 1558, 1571 war er auch Rektor der Universität und 1572/73 Interimskanzler der Alma Mater. In seiner kleinen Schrift De lege naturæ wurde erstmals die Forderung erhoben, die Naturrechtslehre in eine wissenschaftliche Form zu bringen und an der Universität in Kopenhagen zu unterrichten.
In jener Zeit machte er sich vor allem durch seine zahlreichen Schriften einen Namen. Besonders machte er sich um die Förderung des dänischen Schulwesens verdient, so dass man ihn als Praeceptor Daniae („Lehrer Dänemarks“) bezeichnete. Durch seine 1574 erschienene Schrift Syntagma institutionum Christianarum geriet er mit Jakob Andreae in eine kontroverse Auseinandersetzung, der ihn als Philippisten und Kryptocalvinisten brandmarkte. Der Einfluss der Gnesiolutheraner reichte bis an den dänischen Königshof und sorgte dafür, dass Hemmingsen seine Auffassung der Abendmahlsfrage und Ubiquitätslehre 1576 widerrufen musste. Schließlich wurde er in der Folge der konfessionellen Auseinandersetzungen 1579 aus seinem Dienstverhältnis als Professor der Theologie entlassen. Er ging daraufhin als Domherr nach Roskilde, wo er weiter als Gelehrter bei seinen Zeitgenossen in großem Ansehen stand.

## Werke (Auswahl)
- De methodis librl duo. Wittenberg 1555, 1559, 1662, Leipzig . 1565. 1570 Optrykt i Opuscula theologica. Genf 1586
- Disputatio de primatu Papæ et Antichristo, divinos honores sibi sacrilege usurpante in templo Dei. Kopenhagen 1555
- Hypotheses disputationis du vero ac falso cuitu Dei. Kopenhagen 1555
- Theological disputatio de vera Unius et superstitiesa Sanctorum invocations. Kopenhagen 1556
- Theol. disp. de mililiae Christiane regula ad 1 Tim. 1. Kopenhagen 1556
- Themata theol. de Antiochena controversia Petri et Pauli. Kopenhagen 1557
- Enchiridion theologlcum. Kopenhagen 1557, Wittenberg 1559, 1564, 1570, Leipzig 1568. London 1577. Leipzig 1581
- De potestate clavium et disciplina ecclesiastica propositiones, quas Johannes Albertius, Paulus Matthias et Johannes Sascerides, Artium ac Philos. Magistri, publico in Theologia testimonio donandi, 29 Martii defendent. Kopenhagen 1558
- De regeneratione spirituali et obedientia Deo necessarie praestanda a regeneratis. Kopenhagen 1558
- Funebris oratio in memoriam Christiani Terlii, recilata in Acad. Hafn. 13 Febr. 1559. Kopenhagen 1559, 1737
- Themata theol. de adiaphoris ad 1 Cor. 6. Kopenhagen
- Catechismi quæstiones. Kopenhagen 1560; Wittenberg 1663, 1664; Leipzig 1570
- Assertiones de peccato varijsque eius generibus et de vera a peccatis absolutione. Kopenhagen 1560
- Assertiones de reparatione hominis post lapsum, et de Euangelio Jesu Christi. Kopenhagen 1560
- Assertiones de reparatione generis humani post lapsum primorum parentum, el de regno Christi. Kopenhagen 1561
- Postilla Evangeliorum, quæ in diebus dominicis et in festis Sanctorum usitate in Ecclesiis Dei proponuntur. Kopenhagen 1561, 1576, 1600, 1613; Leipzig 1562, 1563, 1565, 1566, 1672; Wittenberg 1563, 1564, 1565, 1569, 1571, 1572; Erfurt 1685; Frankfurt 1580, 1588; Zerbst 1584; London 1569;
- Assertiones de vera et salutari poenitentia, cum refutatione impiorum dogmatum Papistarum et Catharorum de poenitentia. Kopenhagen 1561
- Assertionen de iustificatione hominis coram Deo. Kopenhagen 1661
- Assertiones de lege Dei et propria Euangelii definitione. Kopenhagen 1561
- Assertiones de vero Dei cultu. Kopenhagen 1562
- Historia Domini Jesu Christi Dei et hominis. Kopenhagen 1562 (books.google.de)
- Accesserunt huc 37 Propositiones de legitima veri cultus Del ratione. Kopenhagen 1562, 1590; Wittenberg 1562, 1564; Leipzig 1562, 1566, 1574; Genf 1579; Rostock & Leipzig 1586; Erfurt 1585; Rostock 1590; Hamburg 1639;
- Assertiones de operibus charitatis et officio cujusque in suo officio. Kopenhagen 1562
- Commentarius in epist. Pauli ad Romanos. Leipzig 1562, 1572
- In epistolam divi Jacobi Apostoli commentarius. Est et additus libellus de Regenerations ante quadriennium primum editus. Kopenhagen 1563; London 1577;
- De lege naturae adodictica methodus. Wittenberg 1562 (books.google.de), 1564 (daten.digitale-sammlungen.de), 1566, 1577; Zerbst 1577;
- Assertionen de vetere et novo homine. Kopenhagen 1563
- Assertiones de spiritu et litera. Kopenhagen 1568
- Assertiones de predestinatione Dei aeterna. Kopenhagen 1563
- Commentarius in utramque epist. Pauli ad Corinthios. o. O. 1564
- Commentarius in epist. Pauli ad Galatos. Wittenberg 1564, 1570 (books.google.de)
- Commentarius in epist. Pauli ad Ephesios. Wittenberg 1564
- Commentarius in epist. Pauli ad Philippenses. Wittenberg 1564
- Assertione de gubernatione ecclesiae. Kopenhagen 1565
- Assertiones de perpetuo foedere filii Dei cum ecclesiae. Hamburg 1565
- Commentarius in utramque epist. Pauli ad Thessaionicenses. Wittenberg 1666
- Commentarii in epist. Pauli ad Timotheum duas, ad Titum unam et ad Philemonem unam. Wittenberg 1566 (books.google.de)
- Assertiones de scandalo. Kopenhagen 1566
- Commentarius in epist. Pauli ad Colossenses. Wittenberg 1566
- Commentarii in utramque epist. Petri apostoli et in unam Judae. Wittenberg 1566, 1570;
- Commentar. in Acta Apostolorum. Jena 1567
- Enarraito Psalmi XXV. Wittenberg 1567
- Commentarius in epist. Apostolicam ad Hebraeos. Wittenberg 1568
- Assertiones de prohibitione iunaginum et idolorum. Kopenhagen 1568
- Asserliones de juramentis Iicitis et illicitis. Kopenhagen 1568
- Argumenta et annotationes in librum Sapienliæ Salomonis ejusque libri nova e Græeo versio Latina. Leipzig 1568
- Commentarii in Prophetas minores. Wittenberg 1568
- Enarratio Psalmi LXXXIV, intexitur refutatio erroris Judæorum, furoris Mahometistarum, vanitatis Epicureorum, idoli Papistarum, exponitur ratio sacerdotii Christi et sacrificiorum ecclesiae. Kopenhagen 1569
- Assertiones contra magicam iricantalionem et sacrilegam adiuralionem Diabolorum et aliarum creaturarum. Kopenhagen 1669
- Assertiones de utilibus et perniclosis prædictionibus futurorun eventuum. Kopenhagen 1569
- Assertiones de sabbatho Judaico et festis Christianorum. Kopenhagen 1569
- Commentarii in S. Johannis Apostoli epistolas. Wittenberg 1569
- Assertiones de quarto praecepto. Kopenhagen 1569
- Assertiones de officio parentum erga liberos. Kopenhagen 1570
- Assertiones theol., quas honore Doctoris in Theol. doctorandus M. Paulus Matthias defendet. Kopenhagen 1570
- Liffsens Vey, det er en vis oc chrislelig Vnderuisning om huad det Menniske skal vide, tro oc giere, som det euige Liss. vil indgaa. Kopenhagen 1570, 1599; Leipzig 1574. Frankfurt 1580, 1582; Island 1575. 1599;
- Assertiones de magistratus civilis et subditorum muluis officiis. Kopenhagen 1570
- Assertiones de quinto præcepto. Kopenhagen 1570
- Assertiones de operibus quinti praecepti … Kopenhagen 1571
- Demonstratio indubilatae veritatis de Domino Jesu vero Deo et vero homine unico Christo, Mediatore atque Redemtore nostro unico. Kopenhagen 1571
- En Predieken om Chrisine Menniskes Aandelige Strid oe Seieruinding, predicket vdi sal. Otte Ruds begraffuelse. Kopenhagen 1571
- Konniag Dauids Raad, effler huilcke huer ber at holde, sig, som vil leffue vden Guds foriernelse oc sig selff til Salighed, Som vaare vdi Her Byrge Trollis begraffuelse i Predieken faaregifrne. Kopenhagen 1571
- Prima disputatio de sexto præceplo. Kopenhagen 1571
- Secunda disputatio de sexto præccpto. Kopenhagen 1571
- Tertia disputatio de sexto præcepto. Kopenhagen 1572
- En Predicken, som blev predicket vdi salige Her Herluf Trolle Ridders Begraffuelse vdi Herluffsholm d. 15. dag Julij A. D. 1565. Kopenhagen 1572
- Commentaria in omnes epislolas Apostolorum Pauli, Petri, Judæ, Jobannis, Jacobi & in eam, quae ad Hebræos inscribitur, recognita, emendata et alicubi aucta. Leipzig 1572; Frankfurt 1579; Wien 1586;
- Assertiones de septima lege decalogi. Kopenhagen 1572
- Assertiones de octava decalogi lege. Kopenhagen 1572
- Libellus de coniugio, repudio et diuortio. Leipzig 1572, 1573, 1578, 1581; Ursel 1585
- Om Ecteskab, at 1. betencke, 2. begynde, 3. fuldkomme, 4. leffue vd 1. Vislige, 2. ærlige, 3. gudfrycuge, 4. rolige. En Christelig vnderuisning. Kopenhagen 1572, 1599, 1605, 1626, 1653,
- Themata theologia, que publ. d. 2 Junii defendent Bacclaureatus gradu in theologia decorandi M. Johannes Thome, M. Erasmus Catholmius, M. Christophorus Knoff. Kopenhagen 1672
- Antichristomachia sive pugna inter Christum et Papam Antichristum. Optrykt i Opusc. I theologica. Om en oprindelig Udgave af dette Skrft savnes Esterreininger.
- Argumentum indubium, quo quilibet facere sui periculam potest, an Christani hominis nomine dignus sil. Kopenhagen 1572
- Indeholder Ligiale over M. Peder Povlsen i Roskilde. Kopenhagen 1577, 1619
- Assertiones de lege vetitæ concupiscentiæ. Kopenhagen 1573
- Prædiken af Joh. 11 om Chrisiti Velgjerning og Troen holden udi Oluf Mouritzens til Brentved Ligbegjængelse. Kopenhagen 1573
- En kaart Beretning om Frau Biritte Geyes asskorast, opdragelse oe endeligt. Desligeste en Predicken om et Christeligt lessnet, faaregissuet vdi samme Fru Biritte Geyes Begrassuelse. Kopenhagen 1574
- Via vitae, christiana et orthodoxa institutio. Leipzig 1574 (daten.digitale-sammlungen.de)
- Syntagma institutionum christianarum perspicuis assertionibus ex doetrina prophetlca et apostolica congestis, propossitis et dlsputatis in Acad. Hafniensi. Kopenhagen 1574; Genf 1578;
- Admonitio de superstionibus Magicis vitandis. Kopenhagen 1575, 1618; Wittenberg 1582, 1586; Berlin 1590;
- Assertiones de providentia Dei. Kopenhagen 1577
- Assertiones, quibus demonstralur, quod nec homo sit peccatum, neo peecatum substantia hominis. Kopenhagen 1577
- Assertiones de Euangelio. Kopenhagen 1579
- Opuscula theologica, in unum volumen collecta. Genf 1586
- Antidotum adversvs pestem desperationis. Zerbst 1590; Kopenhagen 1595; Rostock 1596; Island 1596, 1600; Berlin 1590; Lübeck 1615; Stokholm 1608;
- Tractatus de gratia universali seu salutari omnibus hominibus, cui adjiciunlur vicini loci, liberum arbitrium, poenitentia, justificatio, …. de obedientia Deo praestanda opposita somnio perfectionis spiritus Anabaptistici. Kopenhagen 1591, 1593; Frankfurt 1595, Offenbach 1611, Gießen 1616
- Commentar. in ss. Dn. nostri Jesu Christi Euangelium secundum Johannem. I–II. Basel 1690–91
- Enarratio viginti et unfus Psalmorum priorum Oavidis. Basel 1592; Genf 1617
- Brevis repetitio doctrinæ de universali gratia. Kopenhagen 1595, 1691
- Immanuel siue Catholica Institutio de Domino nostro Jesu Christo vero Deo et vero homine, una persona, mediatore Dei et hominum unico. Frankfurt 1615

## Weblink
- Biographie (Memento vom 10. Februar 2012 im Internet Archive) (englisch)